# 泉州公交34路
泉州公交34路是中华人民共和国福建省泉州市境内的一条公共交通线路，全程14.6公里。起讫点为泉州师院至洛江区政府，运营时间为泉州师院：7:00-21:45；洛江区政府：6:30-21:00
该线目前已停止运营。

## 历史
- 在旧版《泉州公交发展规划》中，34路曾被设定为自泉州市区开往中远学校的跨江线路。原计划于2002年开通，但开通前夕，因路号名闽南语谐音不吉利原因，泉州公交遭遇来自凤池路沿线部分村民的抗议，且因当时未能解决刺桐大桥过桥费缴纳问题，34路的开通因此而搁置十余载。2006年，该规划线路更名为37路后开通运行至今
- 2014年8月6日，泉州市道路运输管理处重新批准泉州公交发展有限公司（公交集团前身）关于开通34路的申请，线路运营区间变更为洛江-东海
- 2014年10月20日，泉州市物价局批准34路票价
- 2014年10月22日，泉州公交发布开通34路的通知[2]
- 2014年11月1日，泉州公交开通34路。初期运行区间为洛江区政府-泉州师院，初期运营时间为洛江区政府：6:30-18:15；泉州师院：7:00-18:40，票价¥1.0/人。使用车辆为自11路退下的6部大金龙XMQ6762NEG3型柴油空调公交车[3]
- 2017年4月24日，34路单向延长末班时间，泉州师院末班发车时间由18:40延长至19:30发车。同日，三分公司抽调32路等线路的2部福达FZ6890UF3G3，加入34路运营。34路配车数增加至9部[4]
- 2017年9月12日，受城北快速安吉路跨线桥施工影响，34路自该日起，取消途径浔美、前头、埭头、桃花山公园。改为途径通源街至丰海路后原线行驶。[5]
- 2017年12月22日，34路自三分公司（后更名为洛江公司）转为隶属二分公司（后更名为东海公司），并更换为9部金旅XML6855JEVW0C型空调电动巴士，原有6部XMQ6762NEG3退役
- 2017年9月12日，受城北快速安吉路跨线桥施工影响，34路自该日起，取消途径浔美、前头、埭头、桃花山公园。改为途径通源街至丰海路后原线行驶。[5]
- 2018年3月，安吉路跨线桥施工完成，34路恢复途径桃花山公园、埭头、前头、浔美，取消途径丰海路(通源街至山海路段)。
- 2018年5月，因K1路扩充运能的需要，划拨34路4部XML6855JEVW0C至K1路，34路配车数减少至5部
- 2018年10月2日，34路与K606路等互换车辆，34路接手并更换自K606路等线路退下的12部大金龙XMQ6802AGBEVL2型空调电动巴士。并由二分公司转回三分公司
- 2020年7月1日，34路开通夜班服务。泉州师院、洛江区政府末班车时间分别由19:30、18:30延长至21:45、21:00发车。[6]
- 2020年12月15日，因师院公交首末站建成投用，自该日起34路调整至该首末站始发终到，站名不变。[7]
- 2022年2月13日，自该日起34路双向增停东星站。[8]
- 2022年3月16日，因疫情防控要求暂停中心市区范围内所有公交线路运营。34路自当日首班起暂停运营至4月17日。[9]
- 2022年4月18日，34路恢复运营。[10]
- 2024年3月30日，因优化调整，34路自该日起并入K607路运营，34路编号撤销。[11]

## 站点
| 路线 | 路线 | 路线 | 所在地区、街道 | 所在地区、街道 | 站点名           | 备注                   |
| ---- | ---- | ---- | -------------- | -------------- | ---------------- | ---------------------- |
|      |      |      | 丰泽区         | 东海大街       | 泉州师院         | 起讫站                 |
|      |      |      | 丰泽区         | 滨海街         | 东海大街口       | 原名 滨海街西二段      |
|      |      |      | 丰泽区         | 滨海街         | 滨海街中段       |                        |
|      |      |      | 丰泽区         | 府东路         | 府东路南段       |                        |
|      |      |      | 丰泽区         | 海星街         | 晋光小学东海校区 | 原名 海星街东段        |
|      |      |      | 丰泽区         | 丰海路         | 海星小区         |                        |
|      |      |      | 丰泽区         | 丰海路         | 泉州海警局       | 原名 海警二支队        |
|      |      |      | 丰泽区         | 丰海路         | 桃花山公园       |                        |
|      |      |      | 丰泽区         | 安吉路         | 东星             |                        |
|      |      |      | 丰泽区         | 安吉路         | 埭头             | 五中城东校区           |
|      |      |      | 丰泽区         | 安吉路         | 前头             |                        |
|      |      |      | 丰泽区         | 安吉路         | 青莲寺           | 城东万达广场 原名 浔美 |
|      |      |      | 丰泽区         | 安吉路         | 世界城东门       |                        |
|      |      |      | 丰泽区         | 安吉路         | 海峡体育中心     |                        |
|      |      |      | 丰泽区         | 安吉路         | 金凤屿路口       |                        |
|      |      |      | 洛江区         | 安吉路         | 医高专           | 原名 五金城            |
|      |      |      | 洛江区         | 安吉路         | 景明花园         |                        |
|      |      |      | 洛江区         | 安吉路         | 洛江交通局       |                        |
|      |      |      | 洛江区         | 万荣街         | 洛江区政府       | 起讫站                 |

## 票价
34路计价方式为一票制，票价¥1.0。
- 泉通卡普通卡9折，月票卡、敬老卡、爱心卡优惠功能有效
- 可使用泉城通APP及支付宝、云闪付、微信乘车码支付

## 配车
- 大金龙XMQ6762NEG3
（2014.11 - 2017.12）
- 福达FZ6890UF3G3
（2017.4 - 2017.12）
- 金旅XML6855JEVW0C
（2017.12 - 2018.10）
- 大金龙XMQ6802AGBEVL2
（2018.10 - 2024.3）

## 相关
- 泉州公交线路列表
- 泉州公交37路
- 泉州公交K607路